# 雇用促進住宅

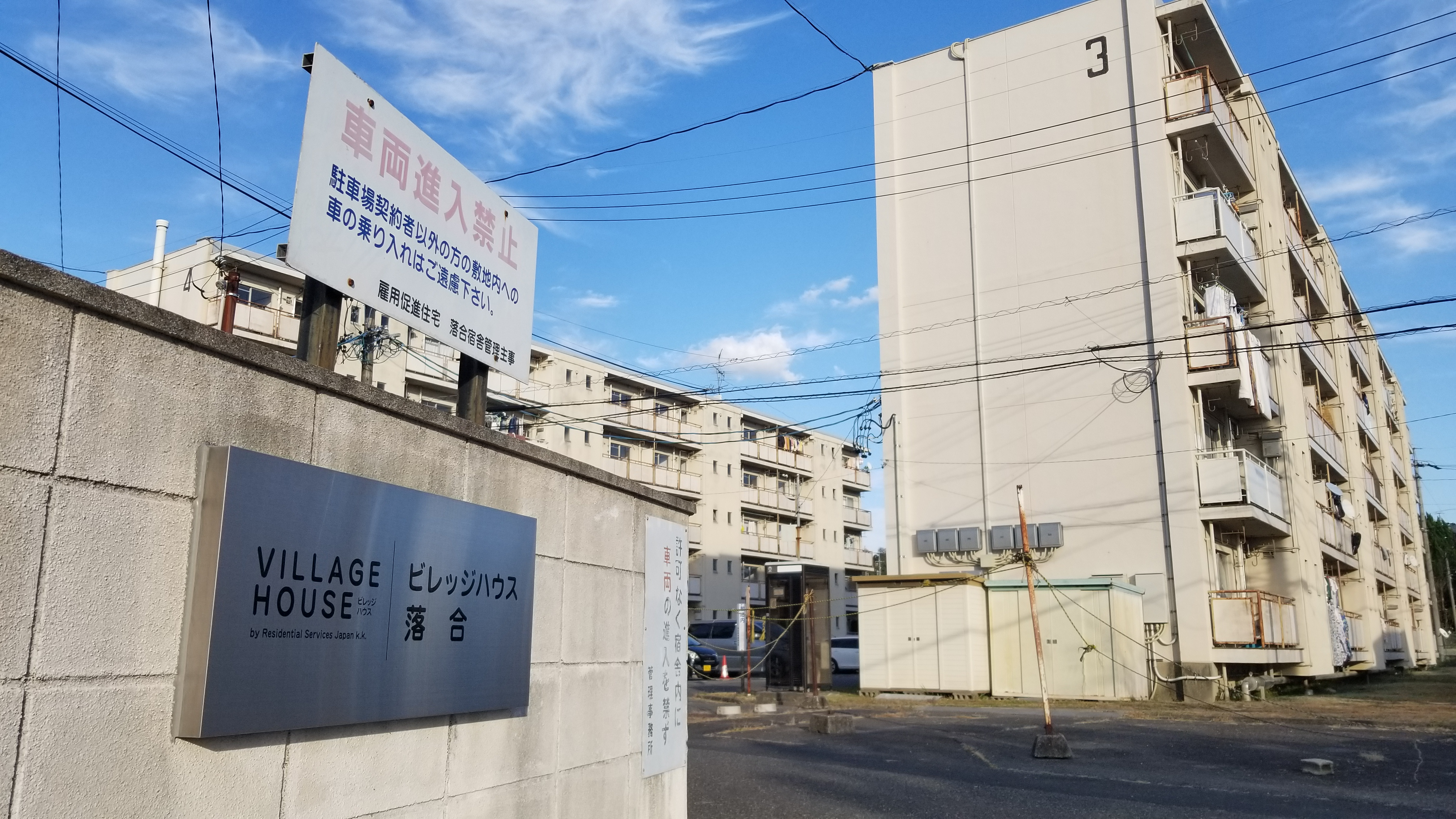
ビレッジハウス落合（旧・雇用促進住宅落合宿舎、2021年、愛知県瀬戸市落合町）

雇用促進住宅（こようそくしんじゅうたく）とは、かつて雇用保険事業の一つであった雇用福祉事業により整備された勤労者向けの住宅。移転就職者用宿舎とも呼ばれる。管理・運営は独立行政法人高齢・障害・求職者雇用支援機構であるが財団法人雇用振興協会に委託していた。
国の方針により2021年度（令和3年度）までに譲渡・廃止することが決定された。ソフトバンクグループ傘下の米国投資会社フォートレス・インベストメント・グループに売却され、低価格賃貸住宅「ビレッジハウス」として運営されている。

## 概要
雇用促進住宅は、外観上は、鉄筋コンクリート製のアパートであることが多い。但し、名称は「雇用促進住宅（地名）宿舎」或いは「サンコーポラス（地名）」と表記されている。間取りは、2Kから3DKまであり、主な間取りも公開されている。
2016年（平成18年）8月末時点では、全国に1,532宿舎、3,838棟、141,722戸が存在していた。平均家賃は約2万5千円である。

### 設立の経緯と役割
独立行政法人雇用・能力開発機構の前身である特殊法人の雇用促進事業団は、労働者の技能習得、技能向上、雇用促進、福祉増進、就職援助、経済発展を目的として、1961年（昭和36年）に設立された。雇用促進事業団は、それまで労働福祉事業団（現・独立行政法人労働者健康福祉機構）が設置・運営していた職業訓練施設（失業保険法に基づく福祉施設）を引き継ぐと共に、1959年（昭和34年）に設立されていた炭鉱離職者援護会（炭鉱離職者の支援が目的）の事業を引き継いでいた。2011年（平成23年）10月1日、独立行政法人雇用・能力開発機構の解散により、事業は高齢・障害・求職者雇用支援機構に引き継がれた。
雇用促進事業団法第19条第4号において「広域職業紹介活動に係る公共職業安定所の紹介により就職する者（以下「移転就職者」という。）のための宿舎の設置及び運営を行なうこと。」と規定されていたことから、雇用促進事業団は移転就職者用宿舎（雇用促進住宅）の建設を開始したが、設置当時は炭鉱の合理化により大勢の離職者が発生し、炭鉱の閉山により移転を余儀なくされた雇用者に当面の居住の地を提供する役割を果たしていた。その後、炭鉱だけではなく造船業界を始めとする構造不況業種からの移転就職者のための役割も持っていた。

### 入居対象者と入居期間
雇用促進住宅の目的は、移転就職者が住居を確保できるまでの間、暫定的に低家賃で住宅を貸与することであるが、1973年（昭和48年）10月からは、移転就職者に準ずる者（移転就職者以外の者であって、住居の移転を余儀なくされたことなどに伴い、職業の安定を図るために宿舎の確保が必要であると公共職業安定所長が認めた者）にまで入居対象が拡大された結果、移転就職者の入居割合は、1975年（昭和50年）度末の89%をピークに、1981年（昭和56年）度末では32%まで低下した。さらに2003年（平成15年）度には、その他職業の安定を図るため住宅の確保を図ることが必要であるとされた者も対象者に加えられた。
2008年（平成20年）時点では、以上の3要件が入居要件として公表されていた。
入居手続きは公共職業安定所で行い、入居期限は2年間である。契約期間満了により契約更新されることなく終了するので、入居者は契約期間満了時に住宅を返還しなければならず、期限が近づけば退去勧告が届いた。しかし運営する雇用振興協会は応募状況等を勘案して再契約することがあるとしていた。そのため実際には2年の期限を過ぎても入居している者もおり、2年以上の長期入居者は1981年（昭和56年）度末で67%であった。
2005年（平成17年）には公務員の無資格入居の問題が表面化した。雇用保険を払っていない公務員には入居資格がないが、雇用・能力開発機構が空き室対策として雇用保険被保険者等の利用に支障がない範囲で認めてきたため、2006年（平成18年）度末には302戸、2007年（平成19年）度末で124戸の公務員入居が明らかになった。

## 雇用促進住宅の廃止

### 雇用福祉事業の廃止
2007年（平成19年）改正前の雇用保険法では、第64条に雇用福祉事業が規定されており、政府は「就職に伴いその住居を移転する者のための宿舎を設置し、及び運営すること。」（第64条第1項）を行うことができるとされていた。しかし「雇用保険法等の一部を改正する法律」（2007年4月23日法律第30号）により雇用保険法第64条は廃止され、改正後の雇用保険法第3条では「雇用保険は、第一条の目的を達成するため、失業等給付を行うほか、雇用安定事業及び能力開発事業を行うことができる。」とされた。

### 雇用促進住宅の譲渡・廃止計画
「特殊法人等整理合理化計画」（2001年12月19日、閣議決定）により、「現に入居者がいることを踏まえた早期廃止のための方策を検討し、できるだけ早期に廃止」することとされた。
「規制改革・民間開放の推進に関する第2次答申」（2005年12月21日、規制改革・民間開放推進会議）および閣議決定（同年12月22日）において、できるだけ早期に事業を廃止するように2006年度（平成18年度）中に検討を行い、必要な対応を図ることとされた。
厚生労働省による「独立行政法人雇用・能力開発機構中期目標」（2007年3月23日付、変更：2008年3月28日）では、「中期目標期間の最終年度（2011年度）までにおおむね3分の1の住宅を譲渡・廃止する」および「中期目標期間の最終年度までに全住宅の2分の1を廃止決定する」とされた。
「規制改革推進のための3か年計画」（2007年6月22日、閣議決定）および「独立行政法人整理合理化計画」（同年12月24日、閣議決定）において、2021年度までに雇用促進住宅の譲渡等を完了させることとされた。これにより、地方公共団体及び民間への売却が進められた。
雇用促進住宅に多くの雇用保険（原資は事業者から集めた二事業率分の保険料であり、労働者から徴収した保険料や国庫からの支出はない）が投入されたことに対して批判が出た。例えば日本テレビは、雇用促進住宅の廃止が決まってから2008年（平成20年）までに1,400億円以上の施設修繕費が使われていると報じた。

### 独立行政法人雇用・能力開発機構の廃止
「雇用・能力開発機構の廃止について」（2008年12月24日閣議決定）において、独立行政法人雇用・能力開発機構は廃止し、職業能力開発業務は、独立行政法人高齢・障害者雇用支援機構に移管、その他の業務は、廃止又は独立行政法人勤労者退職金共済機構等へ移管することが明記された。その中で「雇用促進住宅に係る業務については、民間等への譲渡・廃止をするまでの間、暫定的に、関連する独立行政法人に移管する。」とされた。

### 雇用促進住宅の譲渡・廃止計画の見直し
2008年（平成20年）末の不況に伴い、派遣切りで社員寮等の退去を余儀なくされた労働者への対策として、厚生労働省は2008年12月15日より公共職業安定所において住宅確保の相談支援を開始した。支援内容の一つとして、まだ廃止決定されていない雇用促進住宅への入居を斡旋する。さらに2009年3月30日には、独立行政法人雇用・能力開発機構の中期目標「中期目標期間の最終年度（2011年度）までにおおむね3分の1の住宅を譲渡・廃止する」を変更し、既に廃止決定された雇用促進住宅も活用することを発表した。

### 雇用促進住宅の売却
2016年5月31日、西ブロック27府県の626か所1638棟を最低価格348億円、東ブロックは20都道県の522か所1271棟を最低価格292億円で競争入札が行われた。10月12日、西日本と東日本の2ブロックに分けた大規模一括売却の開札が行われ、西ブロックに1社の応札があり、ソフトバンク傘下のフォートレス・インベストメント・グループのアタミ合同会社が366億2200万円で落札。東ブロックには応札がなかった。
2017年3月30日、東ブロックについて最低価格248億2482万6千円にて再入札が行われた。6月26日に開札が行われ1社の応札があり、フォートレス・インベストメント・グループの東日本民間賃貸サービス合同会社が248億2482万6千円で落札した。

2016年12月21日にソフトバンクグループは「ビレッジハウス・マネジメント株式会社」を設立、取得した雇用促進住宅を低価格賃貸住宅「ビレッジハウス」として入居者の募集を開始した。